# Thibault Vinçon
Pour les articles homonymes, voir Vincon (homonymie).
Thibault Vinçon est un acteur français né le 15 juillet 1976.
Il a étudié au Conservatoire national supérieur d'art dramatique.

## Filmographie sélective

### Cinéma
- 2003 : Résistance (Resistance) de Todd Komarnicki : un soldat
- 2004 : Le Dernier Jour de Rodolphe Marconi : Mathieu
- 2006 : Les Amitiés maléfiques d'Emmanuel Bourdieu : André Morney
- 2006 : Terre d'asile d'Alain Beigel (court-métrage) : le garçon de la camionnette
- 2006 : Nathalie Moretti... de Sophie Fillières (court-métrage) : le délinquant
- 2007 : Primrose Hill (court métrage) de Mikhaël Hers : Xavier
- 2007 : La Vie d'artiste de Marc Fitoussi : le voisin de Cora
- 2007 : Une fille normale de Laurette Polmanss (court-métrage) : Fabien
- 2007 : Les Deux Mondes de Daniel Cohen : Simon Bassano, le frère de Rémy
- 2008 : Un cœur simple de Marion Laine : Frédéric
- 2008 : Nés en 68 d'Olivier Ducastel et Jacques Martineau : Vincent
- 2008 : Intrusions d'Emmanuel Bourdieu : Massimo
- 2008 : L'Autre monde de Romain Delange (court-métrage) : la voix de Julien
- 2009 : Noir Océan de Marion Hänsel : Dedekene
- 2009 : Montparnasse de Mikhael Hers (moyen-métrage) : Renaud
- 2010 : Memory Lane de Mikhaël Hers : Vincent
- 2010 : Le Sentiment de la chair de Roberto Garzelli : Benoît
- 2011 : Le Roman de ma femme de Jamshed Usmonov : Alexandre
- 2012 : Cornouaille d'Anne Le Ny : Thomas
- 2012 : La Fleur de l'âge de Laurent Perreau : Fabrice Poulain
- 2013 : Le Verrou de Laurent Laffargue (court-métrage) : l'homme
- 2014 : Le Souffleur de l'affaire d'Isabelle Prim (court-métrage) :
- 2014 : Une autre vie d'Emmanuel Mouret : le jeune compositeur
- 2015 : Un homme idéal de Yann Gozlan : Stanislas Richer
- 2016 : Ce sentiment de l'été de Mikhaël Hers : David
- 2017 : Trip de Pascal Stervinou (court-métrage) : l'homme
- 2018 : Pupille de Jeanne Herry :
- 2018 : Je ne suis pas un homme facile d'Éléonore Pourriat
- 2022 : Les Passagers de la nuit de Mikhaël Hers : Hugo
- 2023 : Les Trois Mousquetaires : D'Artagnan et Les Trois Mousquetaires : Milady de Martin Bourboulon : Horace Saint Blancard
- 2023 : Ma France à moi de Benoît Cohen : Professeur Sciences Po

### Télévision
- 2009 : L'École du pouvoir (mini-série) de Raoul Peck : Matt Ribeiro
- 2009 : Les Héritières de Harry Cleven
- 2009 : Sous un autre jour d'Alain Tasma
- 2013 : Drumont, histoire d'un antisémite français, téléfilm historique d'Emmanuel Bourdieu : Bernard Lazare
- 2013 : Alias Caracalla, au cœur de la Résistance d'Alain Tasma
- 2014 : Meurtre à Pacot de Raoul Peck : Alex
- 2016 : Innocente de Lionel Bailliu
- 2018 : Victor Hugo, ennemi d’État de Jean-Marc Moutout

## Théâtre
- 2010 : Lorenzaccio d'Alfred de Musset, mise en scène Claudia Stavisky, Théâtre des Célestins
- 2011 : Le Dragon d'Or de Roland Schimmelpfennig, mise en scène Claudia Stavisky, Théâtre des Célestins
- 2012 : Le Bourgeois gentilhomme de Molière, mise en scène Denis Podalydès, Théâtre des Bouffes du Nord
- 2013 : Les Criminels de Ferdinand Bruckner, mise en scène Richard Brunel, Théâtre national de la Colline
- 2014 : Steve V (King Different) de Fabrice Melquiot, mise en scène Roland Auzet, Opéra de Lyon/Théâtre de la Renaissance
- 2015 : Un fils de notre temps, mise en scène Simon Deletang, Théâtre des Célestins
- 2016 : Roberto Zucco de Bernard-Marie Koltès, mise en scène Richard Brunel, Théâtre Gérard-Philipe de Saint-Denis
- 2016-2017 : Le Bourgeois gentilhomme de Molière, mise en scène Denis Podalydès, tournée
- 2017 : Les Trois Sœurs d'après Anton Tchekhov, adaptation du texte et mise en scène Simon Stone, Théâtre de l'Odéon puis tournée.
- 2018 : Le Triomphe de l'amour de Marivaux, mise en scène Denis Podalydès, Théâtre des Bouffes du Nord
- 2020 : Iphigénie de Jean Racine, mise en scène Stéphane Braunschweig, Odéon-Théâtre de l'Europe
- 2021 : Le Roi Lear de William Shakespeare, mise en scène Georges Lavaudant, Théâtre de la Porte Saint-Martin
- 2023 : L'Orage d'Alexandre Ostrovski, mise en scène Denis Podalydès, théâtre des Bouffes du Nord et tournée

## Distinctions
- 2007 : Étoile d'or de la révélation masculine pour son interprétation dans le film Les Amitiés maléfiques, d'Emmanuel Bourdieu